# George Town, Bahamas
George Town este un oraș din Bahamas, capitala districtului Exuma.